# روث باريت
روث باريت (بالإنجليزية: Ruth Barrett)‏ هي ملحنة وعازفة بيانو بريطانية، ولدت في 1976 في المملكة المتحدة.

## وصلات خارجية
- الموقع الرسمي
- روث باريت على موقع IMDb (الإنجليزية)
- روث باريت على موقع ميوزك برينز (الإنجليزية)
- روث باريت على موقع أول موفي (الإنجليزية)
- روث باريت على موقع ديسكوغز (الإنجليزية)
- روث باريت على موقع قاعدة بيانات الفيلم (الإنجليزية)